# Munizipalität Tschiatura
Die Munizipalität Tschiatura (georgisch ჭიათურის მუნიციპალიტეტი, Tschiaturis munizipaliteti)  ist eine Verwaltungseinheit (etwa entsprechend einem Landkreis) in der Region Imeretien im zentralen Teil Georgiens.

## Geographie

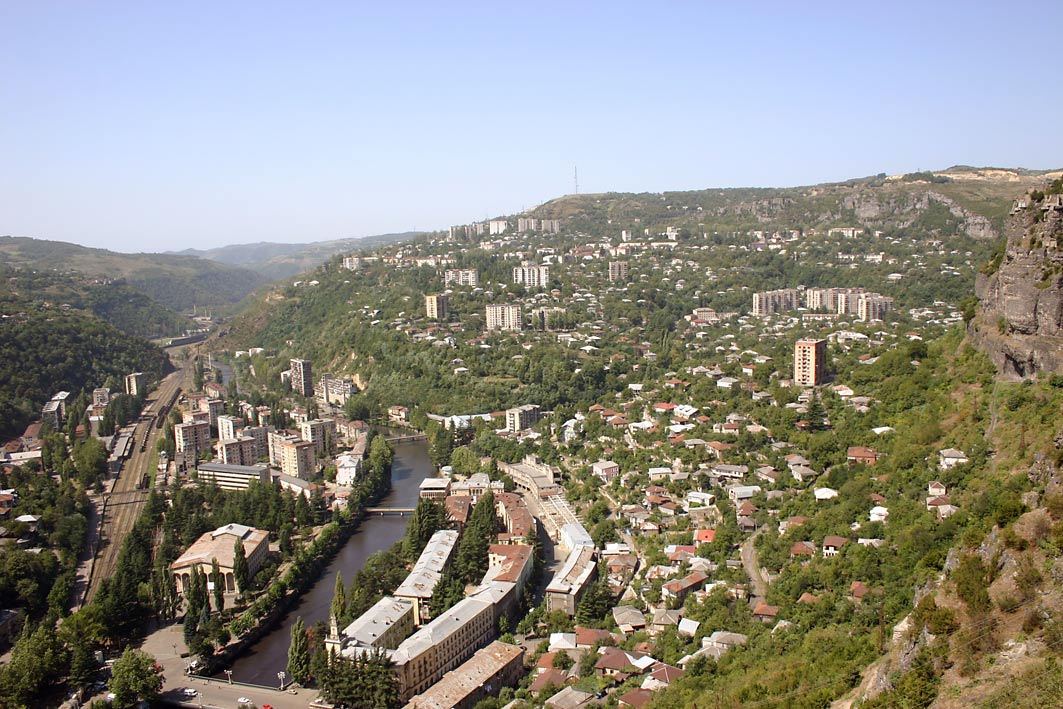
Überblick über Tschiatura

Verwaltungszentrum der Munizipalität ist die namensgebende Kleinstadt Tschiatura. Die 542 km² große Munizipalität wird im Osten von der Munizipalität Satschchere, im Süden von der Munizipalität Charagauli und von Südwesten bis Nordwesten von den Munizipalitäten Sestaponi, Terdschola und Tqibuli begrenzt, alle ebenfalls in Imeretien; im Norden grenzt sie an die Munizipalität Ambrolauri der Region Ratscha-Letschchumi und Niederswanetien.
Die Munizipalität nimmt überwiegend die Täler des Mittellaufs der Qwirila und ihrer Nebenflüsse ein, im Nordwesten das Tal der Budscha, des linken Quellflusses des rechten Qwirila-Zuflusses Tscholaburi und im äußersten Süden die Täler rechter Zuflüsse des linken Qwirila-Nebenflusses Dsirula. Im Norden wird das Gebiet von der historischen Region Ratscha, der heutigen Munizipalität Ambrolauri, durch das Ratscha-Gebirge getrennt, das an der Grenze der Munizipalität Tschiatura mit dem Sazalike eine Höhe von 1997 m erreicht. Die Mittelgebirgslandschaft, die den größten Teil der Munizipalität einnimmt, steigt vom Qwirila-Tal nach Süden wieder auf gut 1000 m Höhe an.

## Bevölkerung und Verwaltungsgliederung
Die Einwohnerzahl beträgt 38.200 (Stand: 2021). Bis 2014 war die Einwohnerzahl mit 39.884 gegenüber der vorangegangenen Volkszählung (56.341 Einwohner 2002) um fast ein Drittel gesunken, erheblich über dem Landesdurchschnitt. Zuvor war die Bevölkerung bereits seit den 1970er-Jahren (in den heutigen Grenzen maximal 72.059 Einwohner 1970) kontinuierlich zurückgegangen, besonders seit den 1990er-Jahren.
Bevölkerungsentwicklung
Anmerkung: Volkszählungsdaten. 1939 (nach der Volkszählung) Rajon Satschchere ausgegliedert.

Die Bevölkerung ist fast monoethnisch georgisch (etwa 99,6 %); daneben gibt es eine kleine Zahl von Armeniern und Russen (Stand 2014).
Die größten Ortschaften neben der Stadt Tschiatura (12.803 Einwohner) sind mit jeweils über 1000 Einwohnern die Dörfer Chreiti, Itchwissi, Rgani und Sodi (2014).
Die Munizipalität gliedert sich in den eigenständigen Hauptort Tschiatura sowie 15 Gemeinden (georgisch temi, თემი beziehungsweise bei nur einer Ortschaft einfach „Dorf“, georgisch sopeli, სოფელი) mit insgesamt 60 Ortschaften:
| Gemeinde       | Anzahl Ortschaften | Einwohner (2014) |
| -------------- | ------------------ | ---------------- |
| Chreiti        | 1                  | 1644             |
| Chwaschiti     | 5                  | 377              |
| Gesruli        | 1                  | 323              |
| Itchwissi      | 3                  | 2544             |
| Kazchi         | 7                  | 3049             |
| Kwaziche       | 4                  | 1694             |
| Mandaeti       | 5                  | 1816             |
| Nigoseti       | 8                  | 3402             |
| Perewissa      | 6                  | 2746             |
| Rgani          | 1                  | 1316             |
| Sarkweletubani | 4                  | 932              |
| Sodi           | 4                  | 2744             |
| Sweri          | 3                  | 1210             |
| Watschewi      | 4                  | 803              |
| Zirkwali       | 4                  | 2481             |

## Geschichte
Das Gebiet gehörte seit dem Zerfall des Königreiches Georgien im 15. Jahrhundert bis in das 19. Jahrhundert faktisch durchgehend zum Königreich Imeretien. Während der Zugehörigkeit Georgiens zum Russischen Reich war es Teil des Ujesds Schorapani des Gouvernements Kutais, zu dem es bis in die Anfangsjahre der Sowjetunion gehörte. 1930 wurde um die Stadt Tschiatura, die seit den 1920er-Jahren Verwaltungssitz des Ujesds war, ein neuer Rajon ausgewiesen, der auch das Territorium des späteren Rajons (heute Munizipalität) Satschchere umfasste. Dieser wurde 1939 eigenständig. Nach der Unabhängigkeit Georgiens wurde der Rajon Tschiatura 1995 der neu gebildeten Region Imeretien zugeordnet und 2006 in eine Munizipalität umgebildet.

## Verkehr

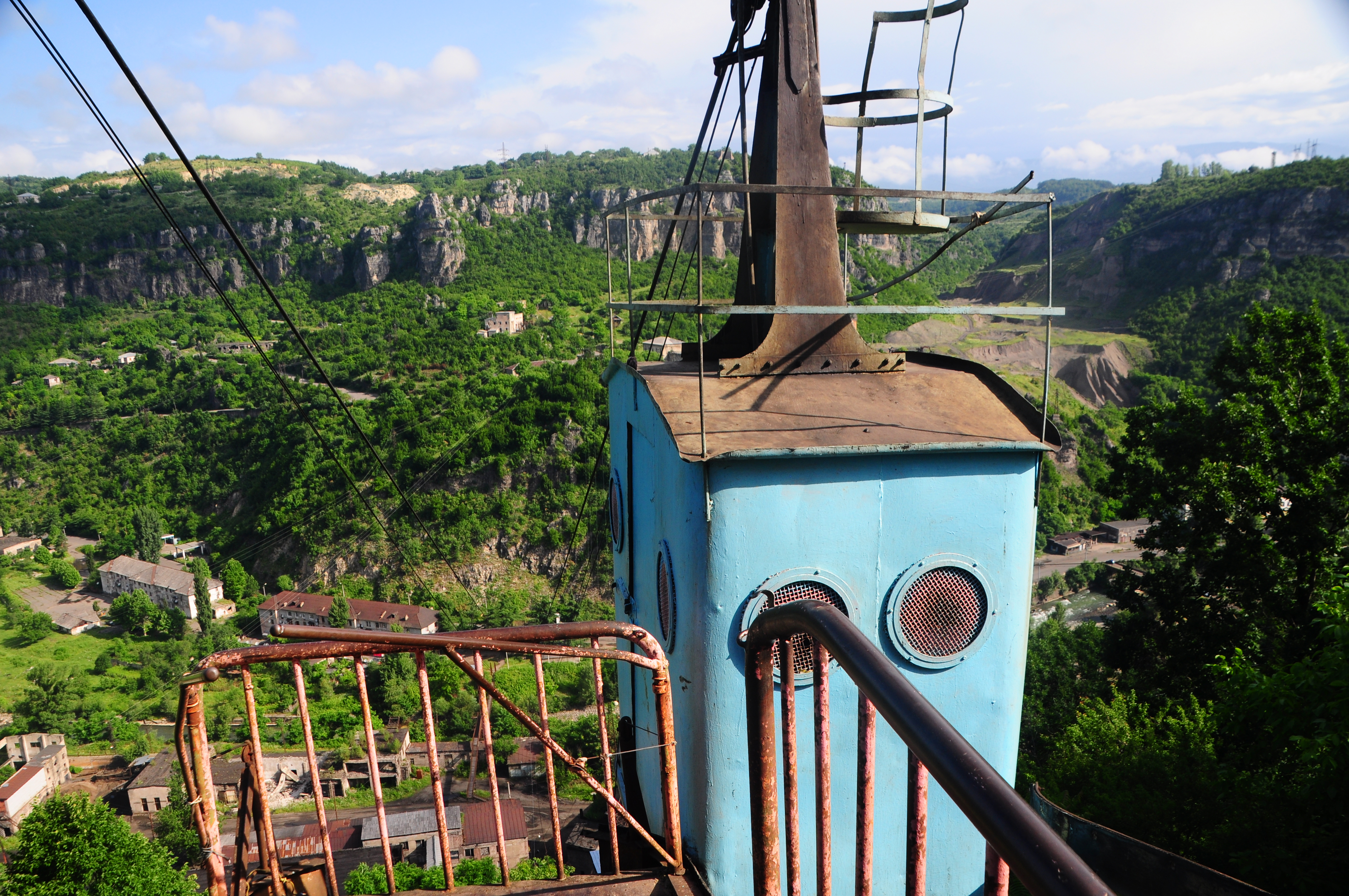
Alte Seilbahnkabine in Tschiatura

Durch die Munizipalität verläuft die Nationalstraße Sch22 (შ22), die dem Flusslauf der Qwirila folgt beziehungsweise westlich oberhalb des engen Tals verläuft. Sie zweigt in der innerkartlischen Munizipalität Chaschuri von der internationalen Fernstraße S1 (ს1) von Tiflis zur russischen beziehungsweise abchasischen Grenze (auf diesem Abschnitt zugleich Europastraße 60) ab und erreicht das Qwirila-Tal beim östlich benachbarten Munipalitätszentrum Satschchere; nach Südwesten folgt sie dem Fluss abwärts bis Sestaponi, wo wieder die S1 erreicht wird. Von Tschiatura nach Südosten als direkte Verbindung zur Sch22 beim Dorf Korbouli verläuft die Sch115 (შ115), in das westlich gelegene Terdschola von der Sch22 westlich von Tschiatura die Sch102 (შ102).
Durch Tschiatura verläuft die Bahnstrecke Sestaponi–Satschchere, die bis dort 1895 und weiter bis Satschchere 1904 als Schmalspurbahn eröffnet wurde. In den 1950er-Jahren wurde sie auf Breitspur umgebaut und elektrifiziert wurde. Charakteristisch für Tschiatura sind mehrere Seilbahnen, die ursprünglich für den Bergarbeitertransport errichtet wurden (→ Seilbahnen Tschiatura).

## Wirtschaft

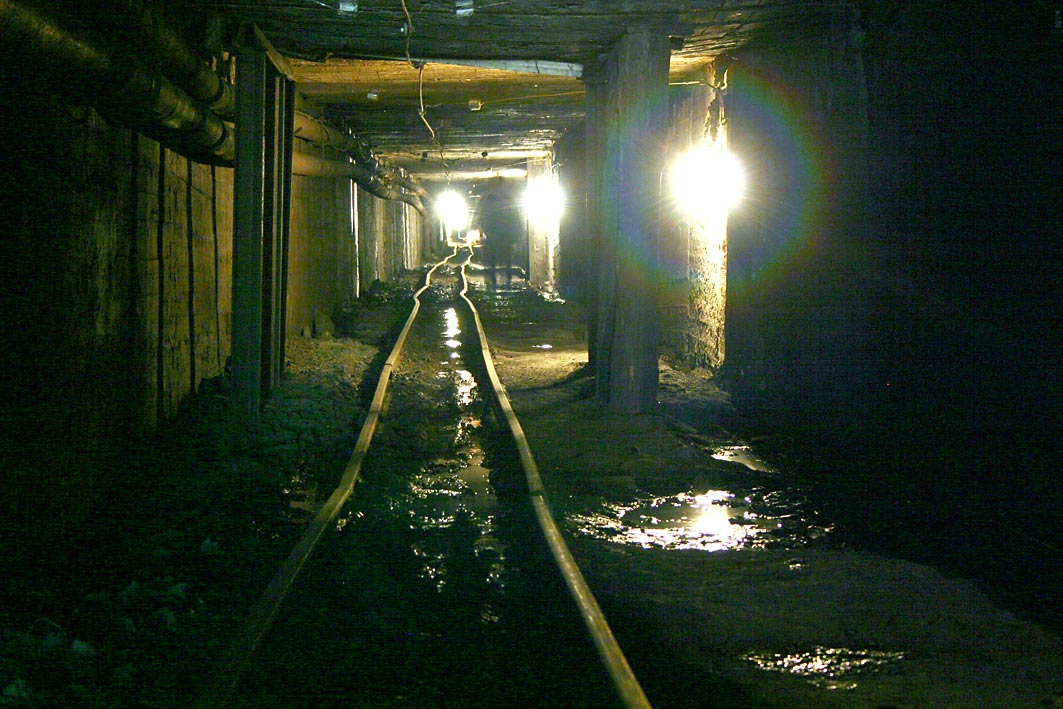
Manganerzmine in Tschiatura

Tschiatura ist eine Bergarbeiterstadt und ein historisches Zentrum des Mangan-Bergbaus. Einen Höhepunkt erlebte der Bergbau in den Jahren nach dem Zweiten Weltkrieg zu Sowjetzeiten. Auch heute noch findet ein großer Teil der Bevölkerung sein Auskommen im Bergbau.